# Сеймик Свентокшиского воеводства
Сеймик Свентокшиского воеводства (пол. Sejmik Województwa Świętokrzyskiego) — представительный орган местного самоуправления Свентокшиского воеводства.
Состоит из 30 членов, избираемых по пропорциональной системе на пятилетний срок. Сеймик может быть досрочно распущен посредством воеводского референдума.
На первом заседании депутаты избирают из своего состава Председателя Сеймика, троих заместителей председателя и членов воеводского исполнительного совета во главе с Маршалом воеводства.

## Комиссии и комитеты
- Бюджетно-финансовый комитет
- Комитет по образованию, культуре и спорту
- Ревизионная комиссия
- Комитет по делам сельского, водного хозяйства и охране окружающей среды
- Комиссия по делам местного самоуправления
- Комитет по развитию и международному сотрудничеству
- Комитет по вопросам здравоохранения, социальной политики и делам семьи

## Избирательные округа
| Номер округа | Кол-во мандатов | Города на правах повята, входящие в округ | Повяты, входящие в округ                                                                |
| ------------ | --------------- | ----------------------------------------- | --------------------------------------------------------------------------------------- |
| 1            | 7               |                                           | Опатувский повет, Островецкий повет, Сандомирский повет, Сташувский повет               |
| 2            | 6               |                                           | Коньский повет, Скаржиский повет, Стараховицкий повет                                   |
| 3            | 10              | Кельце                                    | Келецкий повят                                                                          |
| 4            | 7               |                                           | Буский повет, Енджеювский повет, Казимежский повет, Пиньчувский повет, Влощовский повет |